# さいたま市立大谷場小学校
さいたま市立大谷場小学校（さいたましりつ おおやばしょうがっこう）は、埼玉県さいたま市南区にある公立小学校。

## 沿革
- 1954年（昭和29年）4月1日 - 浦和市立大谷場小学校が開校。
- 1963年（昭和38年）8月17日 - プール完成。
- 1977年（昭和52年）5月15日 - 木造校舎から鉄筋校舎への改築が完成し、新校舎で授業開始。
- 2001年（平成13年）5月1日 - さいたま市誕生により、さいたま市立大谷場小学校に改称。

## 学区
- 大谷場1丁目、大谷場2丁目
- 南浦和1丁目、南浦和2丁目、南浦和3丁目（1番～36番）
- 東岸町

## 交通
- JR京浜東北線・武蔵野線南浦和駅から徒歩10分。